# Football World Championship
Il Football World Championship era una partita tra squadre inglesi e scozzesi nel tardo diciannovesimo secolo/inizio del ventesimo secolo, tra i campioni della coppa d'Inghilterra e quella di Scozia. Il match fu chiamato per esteso "Association Football Championship of the World decider" in quanto all'epoca della sua fondazione gli unici tornei ufficiali esistenti al mondo erano la FA Cup e la Scottish Cup e perché il calcio nel Regno Unito era naturalmente di un livello superiore.

## Storia
I primi vincitori furono gli scozzesi dell'Hibernian Football Club (nel 1887) che affrontarono il Preston North End. Non è chiaro perché non partecipò l'Aston Villa, vincitrice della FA Cup ma soltanto i semifinalisti del torneo inglese, il Preston appunto. 
L'anno successivo (1888) fu messo in palio un trofeo riconosciuto dalle due federazioni che fu conquistato dal Renton Football Club, vincitore della Scottish Cup che ebbe la meglio sul West Bromwich Albion, vincitore della FA Cup. In questi anni la FA Cup e la Scottish Cup erano gli unici tornei ufficiali esistenti al mondo. Nel 1889 in Inghilterra nacque anche la Football Alliance (una lega parallela), fusasi con la Football League nel 1892, mentre nel 1894 vide la luce anche la Southern Football League che raccoglieva squadre del sud dell'Inghilterra; nel 1905 fu la volta della Isthmian League e successivamente di altre nuove leghe che rendevano la FA Cup (alla quale partecipavano squadre di diverse leghe) più prestigiosa dei vari campionati.
La partita del 1895 è nota per essere stata la prima ad essere giocata dai rispettivi campioni del campionato nazionale (nato poco dopo le due coppe nazionali) ed è stata vinta dagli inglesi del Sunderland che vinsero contro l'Heart of Midlothian per 5-3. Le leghe scozzese e inglesi erano in quel momento preminenti nel mondo. L'unica lega esistente al di fuori del Regno Unito era in Argentina.
Nel 1902 si contavano altre 8 leghe nazionali con i rispettivi tornei (la federazione mondiale nacque solamente nel 1904): Argentina (1891), Francia (1894), Belgio (1896), Olanda (1897) Svizzera (1897), Impero Austro-Ungarico (1897), Italia (1898) e Uruguay (1900) ma il Regno Unito era indiscutibilmente il paese dove il calcio era già un fenomeno di massa ed aveva il livello tecnico più elevato. Il match fu giocato tra l'Heart of Midlothian e il Tottenham, (prima squadra non iscritta alla lega principale ma alla Southern Football League a vincere la coppa nazionale) e fu vinto dagli scozzesi per 3-1. A differenza del match del 1895, tuttavia, il formato tornò alla partita di FA Cup vs Coppa scozzese.

## Sommario
| Anno    | Vincitore           | Finalista            | Punteggio | Date |
| ------- | ------------------- | -------------------- | --------- | --- |
| 1887    | Hibernian           | Preston North End    | 2–1       | 13 agosto 1887, Edimburgo.                                                                              |
| 1888    | Renton              | West Bromwich Albion | 4–1       | 19 maggio 1888, Glasgow.                                                                                |
| 1895    | Sunderland          | Heart of Midlothian  | 5–3       | 27 aprile 1895, Tynecastle, Edimburgo.                                                                  |
| 1901–02 | Heart of Midlothian | Tottenham Hotspur    | 0–0 3–1   | 2 settembre 1901, High Road Ground (ora White Hart Lane), Londra; 2 giugno 1902, Tynecastle, Edimburgo. |